# Érseki palota (Nicosia)
Az érseki palota (görögül: Αρχιεπισκοπικό Μέγαρο, törökül: Başpiskoposluk Sarayı) Ciprus érsekének hivatalos rezidenciája és irodája Nicosiában. A palota a „régi érseki palota” (17. században épült) mellett épült 1956 és 1960 között; neobizánci építészeti stílusban. Általános terveit George Nomikos készítette Athénban, míg a többi építészeti munkáért Nicholas S. Roussos és John Pericleous Limassolból felelt. A templom területén állt III. Makáriosz, Ciprus első elnökének bronzszobra, de mostanra áthelyezték a Kykkos kolostorba. A szobrot Nikolas Kotziamannis faragta, tömege körülbelül 13 tonna, magassága körülbelül 9 méter. Bár az érseki palota nem látogatható, a területén található Bizánci Múzeum, amely a világ egyik leggazdagabb ókori ikongyűjteményének ad otthont. További nevezetes látnivalók az Érseki Könyvtár, a Népművészeti Múzeum és a Nemzeti Ellenállás Múzeuma nyitva áll a nagyközönség előtt. Ezen kívül itt található a Szent János-székesegyház is, amelyet 1662-ben hoztak létre, és híres gyönyörű freskóiról.

## Fordítás
- Ez a szócikk részben vagy egészben  az   Archbishop's Palace, Nicosia című angol Wikipédia-szócikk ezen változatának fordításán alapul.  Az eredeti cikk szerkesztőit annak laptörténete sorolja fel. Ez a jelzés csupán a megfogalmazás eredetét és a szerzői jogokat jelzi, nem szolgál a cikkben szereplő információk forrásmegjelöléseként.